# Madelaine Petsch
Madelaine Grobbelaar Petsch (Port Orchard, 18 de agosto de 1994) é uma atriz e youtuber norte-americana-sul-africana. Conhecida por protagonizar a personagem Cheryl Blossom na série de televisão de "Riverdale", exibida pela The CW e a personagem Marissa em F the Prom.

## Biografia
Petsch nasceu em 18 de agosto de 1994 e cresceu em Port Orchard, Washington. Em 1997, aos três anos de idade, desenvolveu uma paixão pela dança e começou a ter aulas de dança. Dois anos depois, em 1999, ela matriculou-se em aulas de teatro. Os pais dela são originários da África do Sul e isso fez com que ela passasse os primeiros dez anos de sua vida dividindo seu tempo entre a África do Sul e Washington. Ela frequentou a Escola de Artes de Tacoma e se mudou para Los Angeles logo depois de se formar. Petsch tem um irmão, Shaun Petsch.

## Carreira
Petsch apareceu em uma campanha publicitária nacional para a Coca-Cola em 2014. Em fevereiro de 2016, ela foi escalada para interpretar a personagem Cheryl Marjorie Blossom na série de televisão chamada "Riverdale", da emissora The CW, tendo sido contratada para o papel desde o final de 2015 após conhecer o diretor de elenco, que estava trabalhando em "Legends of Tomorrow" na época. A série começou a ser filmada em setembro daquele ano e estreou em 26 de janeiro de 2017.Em março de 2017, ela se juntou ao elenco do filme de terror e suspense intitulado de "Polaroid", que foi lançado em 2019.
Em abril de 2018, Petsch fez uma collab com a empresa de óculos de sol Privé Revaux e lançou sua própria coleção de óculos de sol. Petsch tem um canal no YouTube, e afirma que a inspiração para começar um foi para que os fãs pudessem conhecer ela de verdade fora das câmeras.
Em alguns episódios da terceira temporada de Riverdale em 2018, Madelaine Petsch interpretou a versão adolescente da personagem Penelope Blossom (mãe de Cheryl) em cenas especiais, a personagem é originalmente interpretada pela atriz Nathalie Boltt.

## Vida pessoal
A atriz é vegana, ela começou a se declarar vegana aos 14, depois de ter sido criada como vegetariana. Em suas refeições ela dá preferência a produtos de origem natural, não-OGM. Ela também participou de uma campanha de conscientização da PETA. 
Desde outubro de 2019, adotou uma cachorrinha de estimação no abrigo de animais The Labelle Foundation na cidade de Los Angeles, a qual nomeou como Olive.
Normalmente, enquanto está gravando uma temporada nova da série "Riverdale", da The CW, a atriz vive na cidade de Vancouver, no Canadá, cidade onde a série é gravada; quando não está, Madelaine vive na cidade de Los Angeles, nos Estados Unidos.

### Relacionamentos amorosos
Em 2017, a atriz assumiu o namoro com o ator e músico Travis Mills.
No final de fevereiro de 2020, após três anos de relação, foi oficialmente confirmado o término do namoro dos dois, após algumas semanas de especulações da mídia e fãs, devido ao distanciamento deles.

## Filmografia

### Filmes
| Ano  | Título                       | Personagem      | Notas                              |
| ---- | ---------------------------- | --------------- | ---------------------------------- |
| 2014 | The Hive                     | Garota atual #2 |                                    |
| 2016 | The Curse of Sleeping Beauty | Eliza           | Filme de terror                    |
| 2017 | F the Prom                   | Marissa         | Filme direct-to-video              |
| 2019 | Polaroid                     | Joanne Flame    | Elenco auxiliar                    |
| 2020 | Sightless                    | Ellen Ashland   | Protagonista e também coprodutora  |
| TBA  | Clare At 16                  | Clare Bleecker  | Protagonista e produtora executiva |

### Televisão
| Ano       | Título             | Personagem               | Notas                                        |
| --------- | ------------------ | ------------------------ | -------------------------------------------- |
| 2015      | Instant Mom        | Mermaid                  | Episódio: "Gone Batty"                       |
| 2017–2023 | Riverdale          | Cheryl Majorie Blossom   | Elenco principal                             |
| 2017–2023 | Riverdale          | Penelope Blossom (jovem) | Episódio “O Clube da Meia-noite”             |
| 2020      | Acting for a Cause | Jane Bennet              | Episódio: "Pride and Prejudice"              |
| 2020      | The Simpsons       | Sloan                    | Voz; Episódio: "The Hateful Eight-Year-Olds" |
| 2020      | Day by Day         | Narradora                | Voz; Episódio: "Relocation"                  |
| 2020–2021 | The Shadow Diaries | Eliza Gold               | Voz; Podcast                                 |

### Videoclipes
- "Malibu" (2020, at home-edition) de Kim Petras[23]

## Premiações e indicações
| Ano  | Prêmio                | Categoria                         | Trabalho  | Resultado | Ref.   |
| ---- | --------------------- | --------------------------------- | --------- | --------- | ------ |
| 2017 | Teen Choice Awards    | Maior Chilique                    | Riverdale | Venceu    | [ 24 ] |
| 2018 | MTV Movie & TV Awards | Roubo de Cena                     | Riverdale | Venceu    | [ 25 ] |
| 2018 | Teen Choice Awards    | Maior Chilique                    | Riverdale | Venceu    | [ 26 ] |
| 2019 | MTV Movie & TV Awards | Melhor Canção                     | Riverdale | Indicado  | [ 27 ] |
| 2019 | Shorty Awards         | Youtuber do Ano                   | Ela mesma | Indicado  | [ 28 ] |
| 2019 | Teen Choice Awards    | Melhor Casal (com Vanessa Morgan) | Riverdale | Indicado  | [ 29 ] |